# Paweł Cyplik
Paweł Cyplik – polski biotechnolog, profesor nauk biologicznych, Katedra Biotechnologii i Mikrobiologii Żywności, dziekan Wydziału Nauk o Żywności i Żywieniu Uniwersytetu Przyrodniczego w Poznaniu.

## Życiorys
27 listopada 2003 uzyskał stopień doktora, 12 marca 2003 habilitował się na podstawie pracy zatytułowanej Denitryfikacja ścieków przemysłowych o dużej zawartości azotanów. Pracował w Katedrze Biotechnologii i Mikrobiologii Żywności  na Wydziale Nauk o Żywności i Żywieniu Akademii Rolniczej im. Augusta Cieszkowskiego w Poznaniu. Nominację profesorską otrzymał 17 czerwca 2021
Objął funkcję adiunkta w Katedrze Biotechnologii i Mikrobiologii Żywności oraz prodziekana na Wydziale Nauk o Żywności i Żywieniu Uniwersytetu Przyrodniczego w Poznaniu.